# Jilong, Guangdong
Jilong (kinesiska: 吉隆) är en köping i sydöstra Kina. Den ligger i Huidong härad i staden Huizhou i provinsen Guangdong, omkring 170 kilometer öster om provinshuvudstaden Guangzhou. Antalet invånare är 78 773. Befolkningen består av 33 190 kvinnor och 45 583 män. Barn under 15 år utgör 15,0 %, vuxna 15-64 år 80 %, och äldre över 65 år 3,0 %.